# Chōsokabe Nobuchika
Chōsokabe Nobuchika (長宗我部信親?   1565 - 1587) fue el hijo mayor del daimyō Chōsokabe Motochika del clan Chōsokabe, y vivió durante la parte final del período Sengoku de la historia japonesa. Después de la subyugación de Shikoku por Toyotomi Hideyoshi, Nobuchika y su padre siguieron a Toyotomi en su campaña por Kyūshū.
Nobuchika fue atrapado en una emboscada durante la campaña contra el clan Shimazu en la batalla de Hetsugigawa y murió. Los Shimazu permitieron a Motochika retirarse en paz a Shikoku con el cuerpo de su hijo.

## Familia
- Bisabuelo: Chōsokabe Kanetsugu (falleció en 1508)
- Abuelo: Chōsokabe Kunichika (1504–1560)
- Padre: Chōsokabe Motochika (1539–1599)
- Hijos: hija casada con Chōsokabe Morichika
- Hermanos:
  - Kagawa Chikakazu (1567-1587)
  - Chōsokabe Chikatada (1572–1600)
  - Chōsokabe Morichika (1575–1615)